# P/2017 U3 (PANSTARRS)
P/2017 U3 (PANSTARRS) — одна з комет сімейства Юпітера. Відкрита 28 жовтня 2017 року; була 21.7m на час відкриття.